# Blau
Blau er en 15 km lang flod i den tyske delstat Baden-Württemberg og en af Donaus bifloder fra venstre. Den har sit udspring i en karstkilde, kaldet Blautopf, i byen Blaubeuren i Schwäbische Alb. Den løber østover gennem Blaustein til byen Ulm, hvor den munder ud i Donau. 

## Blaudalen
Blaudalen blev formet af Donau. Da Schwäbische Alb hævede sig, gravede Donau sig dybere og dybere ned i dalen, men endte efterhånden i et leje som gik længere mod sydvest. I dalen, som blev tilbage, flyder Schmiech sydover og møder Donau i Ehingen og Blau løber østover til Ulm.
48°24′58″N 9°47′02″Ø / 48.4161°N 9.7839°Ø